# Jiříkov (ort i Tjeckien, Ústí nad Labem)
Jiříkov är en stad i Tjeckien.   Den ligger i regionen Ústí nad Labem, i den norra delen av landet, 100 km norr om huvudstaden Prag. Jiříkov ligger 371 meter över havet och antalet invånare är 3 926.
Terrängen runt Jiříkov är huvudsakligen platt, men västerut är den kuperad. Runt Jiříkov är det tätbefolkat, med 286 invånare per kvadratkilometer. Närmaste större samhälle är Varnsdorf, 9,9 km söder om Jiříkov. Omgivningarna runt Jiříkov är en mosaik av jordbruksmark och naturlig växtlighet.